# Zetor 7711/7745
Zetor 7711 / 7745 – czeski ciągnik rolniczy produkowany w latach 1986–1992 z serii UR I.
W 1986 roku w ramach 6 modernizacji zunifikowanej rodziny ciągników URI uruchomiono produkcję ciągników Zetor 7711 i Zetor 7745. Zastosowano w nich nowy typ silnika czterocylindrowego Z7701 o zwiększonym skoku tłoka z 110mm na 120mm, suche tarczowe, które umożliwiły wykorzystanie dodatkowego obciążenia ciągnika i zwiększenie prędkości do 30 km/h, nowy tłumik typu cygaro.

## Dane techniczne
Silnik
- Model Z 7701
- Typ turbodoładowany
- System chłodzenia chłodzony cieczą
- Liczba cylindrów: 4
- Pojemność (cm³): 3922
- Moc maksymalna [kW] / [KM]: 50/68
- Maksymalna prędkość obrotowa (obr./min): 2200
- Max. moment obrotowy: 243 Nm (1500 obr./min)
- jednostkowe zużycie paliwa: 245 g/kWh
- Zapas momentu obrotowego: 12%
- Stopień sprężania: 17
- Średnica cylindra / skok tłoka (mm): 102/120
- Alternator: 14 V / 55 A, Akumulator: 12 V 150 A

Sprzęgło
- Suche, dwustopniowe z oddzielnym sterowaniem sprzęgła WOM
- Średnica tarcz: 280 mm
- Sprzęgło jezdne sterowane hydraulicznie

Skrzynia biegów
- Liczba biegów przód/tył 10/2, opcjonalnie 20/4 ze wzmacniaczem momentu i 10/10
- Opcjonalnie synchronizacja 4 i 5 biegu
- Max. prędkość (km/h): 30

Wał odbioru mocy
- Zależny i niezależny
- Prędkość (obr./min): 540, opcjonalnie 540/1000
- Przedni WOM (obr./min) (opcja): 1000
- sprzęgło suche jednotarczowe sterowane ręcznie, opcjonalnie wspomagane pneumatycznie

Przedni most napędowy (model 7745)
- Opcjonalnie wyposażony w automatyczną blokadę typu no spin

Hamulce
- Hydrauliczne, tarczowe suche
- Inst. ster. hamulcami przyczep pneumatyczne lub hydrauliczne

Układ kierowniczy
- Serwomechanizm Technometra – Radotin,

Układ hydrauliczny
- Zetormatic, mechaniczny, regulacja siłowa, pozycyjna i mieszana
- TUZ kategorii II
- Siła podnoszenia (kN): 24 kN opcjonalnie 30 kN (dwa siłowniki wspomagające)
- Wydatek pompy (l / min.): 32
- Ciśnienie nominalne (Mpa): 16

Kabina bezpieczna
- BK 6011 opcjonalnie UBK 7011
- Poziom hałasu: 85 dB(A)

Ogumienie
- Przód: 12,4R24
- Tył: 16,9R34

Wymiary (mm)
- Wysokość (do końcówki tłumika): 2680 mm
- Szerokość: 1980 mm
- Rozstaw osi: 2222 mm
- Długość(z elementami TUZ): 3780 mm
- Masa ciągnika gotowego do pracy z kabiną bez obciążników: 3350 kg

Inne opcje
- Przedni TUZ
- Przedni WOM
- Radio
- Przednie i tylne obciążniki
- Inne kombinacje ogumienia
- Siedzenie pasażera